# Paolo Toth
Paolo Toth (Zara, 29 dicembre 1941) è uno scienziato e ingegnere italiano.
È professore emerito di Ricerca Operativa presso l'Università di Bologna.
È conosciuto per i suoi contributi alla ricerca operativa e la programmazione matematica, in particolare sui problemi di instradamento dei veicoli, sul problema dello zaino, sul problema dell'insieme di copertura e sul problema di colorazione dei vertici di un grafo.
È l'autore, insieme a Silvano Martello, dell'algoritmo Martello-Toth per il problema dello zaino.
È stato presidente dell'associazione italiana di ricerca operativa (AIRO), dell'associazione delle società europee di ricerca operativa (EURO), e della federazione internazionale delle società nazionali di ricerca operativa (IFORS).

## Biografia
Si è laureato in ingegneria elettronica presso l'Università di Bologna nel 1965. È stato professore assistente e poi associato di informatica presso la stessa università, dal 1968 al 1980. Dal 1980 al 1983 è stato professore ordinario di controllo automatico all'Università degli Studi di Firenze e, in seguito, professore ordinario di ottimizzazione combinatoria all'Università di Bologna.

## Lavori
Ha scritto, con Silvano Martello, il libro Knapsack Problems: Algorithms and Computer Implementations.
È coautore, con Daniele Vigo, del libro Vehicle Routing: Problems, Methods, and Applications.

## Riconoscimenti
- 1998 - Medaglia d'oro di EURO,[12] il più alto riconoscimento europeo in ricerca operativa.[13]
- 2003 - Dottorato di ricerca honoris causa dell'Università di Montréal.[14]
- 2005 - Robert Herman Lifetime Achievement Award dell'INFORMS (Institute for Operations Research and the Management Sciences), la società americana di ricerca operativa.[15]
- 2012 - Distinguished lecture di IFORS.[16]
- 2016 - Membro eletto dell'INFORMS.[17]